# Эксплуатация труда
Эксплуата́ция труда́ — присвоение результатов труда другого человека без обмена или с предоставлением взамен товаров (услуг, денег), стоимость которых меньше, чем стоимость, созданная трудом этого человека за рабочее время.
Карл Маркс на основе трудовой теории стоимости сделал вывод о наличии эксплуатации не только в условиях явной зависимости работников (рабство, крепостничество, подчинённость феодалу). Он показал механизм экономической эксплуатации труда наёмных рабочих даже при полностью добровольных действиях всех сторон с оплатой полной стоимости всех товаров на всех этапах производства и сбыта (без обмана, насилия или иного принуждения). Большинство немарксистских экономических теорий считают, что эксплуатации не существует, либо она носит исключительно внеэкономический характер (основана на насилии, обмане, зависимости, принуждении и тому подобное). Согласно марксизму, материальной предпосылкой для любой формы эксплуатации является такой уровень развития производительных сил, при котором человек может производить продукт не только для покрытия своих минимальных потребностей (необходимый продукт), но и некоторый излишек (прибавочный продукт), который и присваивается владельцами средств производства, организующими труд нанятого или принуждаемого к труду человека.

## Эксплуатация в докапиталистическом обществе
При рабстве рабовладелец является собственником раба и всех результатов его работы. Это самая наглядная форма эксплуатации, основанная на применении физического насилия и юридической зависимости раба, преобладает внеэкономическое принуждение.
При феодализме основу эксплуатации составляет частная собственность на землю. При этом крестьянин часто был лично свободен и имел определённые юридические права, но не мог избежать эксплуатации в силу отсутствия экономических условий для ведения самостоятельного хозяйства (отсутствие возможности получения земли для обработки). Собственник (феодал, сеньор, помещик) предоставлял крестьянам возможность пользования участками земли в обмен на работу в свою пользу (барщина) и/или за плату (оброк, рента). При этом рабочая сила не становилась товаром, так как крестьянин не договаривался о размере своей заработной платы, он договаривался о вознаграждении феодалу.

## Эксплуатация при капитализме
При капитализме работник добровольно заключает трудовой договор с работодателем. Он в любое время может расторгнуть этот договор и заключить договор с другим работодателем. Обе стороны выступают равноправными участниками сделки. Не наблюдается внешнего принуждения к труду или бесплатного изъятия результатов труда. Немарксистские экономические школы обычно считают проявления эксплуатации лишь следствием несовершенства рыночной экономики, уменьшающимся вместе с её развитием. Они считают, что новая стоимость создаётся при равном участии всех факторов производства, а не только наёмными рабочими. Например, австрийская школа, чикагская школа и их последователи на основании равенства сторон сделки считают, что каждая из сторон получает свою долю в произведённом результате (продукте, услуге) и эта доля обусловлена соотношением уровней предельной продуктивности соответствующего фактора производства. В форме заработной платы работник получает полную оплату предоставленного ресурса (труда), а размер оплаты зависит от предельной продуктивности этого ресурса. Точно так же собственник капитала получает оплату, сформированную предельной продуктивностью его капитала. Таким образом, они полагают, что при капитализме эксплуатации не существует.
Альфред Маршалл писал:

Капитал вообще и труд вообще взаимодействуют в производстве национального дивиденда и получают из него свои доходы соответственно в меру своей (предельной) производительности. Их взаимная зависимость самая тесная; капитал без труда мёртв; рабочий без помощи своего собственного или чьего-либо другого капитала проживёт недолго. Когда труд энергичен, капитал пожинает богатые плоды и быстро возрастает; благодаря капиталу и знаниям рядовой рабочий западного мира питается, одевается и даже обеспечен жильём во многих отношениях лучше, чем принцы в прежние времена. Сотрудничество между капиталом и трудом столь же обязательно, как и сотрудничество между прядильщиком и ткачом; небольшой приоритет на стороне прядильщика, но это не даёт ему никакого преимущества. Процветание каждого из них теснейшим образом связано с силой и энергией другого, хотя каждый из них может выгадать себе временно, а то и постоянно, за счёт другого, несколько большую долю национального дивиденда.— Альфред Маршалл. Принципы экономической науки. Книга шестая. Распределение национального дохода
Хотя Кембриджский спор о капитале во второй половине XX века и показал, что на макроуровне концепция предельной продуктивности в приложении к капиталу порождает противоречия, непреодолимые в рамках маржинализма, и не может объяснить наблюдаемый на практике уровень доходности капитала, но другого объяснения данными экономическими школами предложено не было и подобные взгляды продолжают доминировать в учебниках по экономике.
Согласно марксистской теории, капиталист полностью оплачивает работникам стоимость их рабочей силы в форме заработной платы, то есть происходит эквивалентный обмен. Но в процессе труда наёмные рабочие создают новую стоимость, которая обычно больше стоимости, затраченной капиталистом на их наём. Маркс назвал эту разницу «прибавочной стоимостью». Капиталист как собственник средств производства присваивает себе весь результат (произведённый продукт) и получает его полную стоимость, которая включает и прибавочную. В конечном итоге работник получает стоимость, эквивалентную стоимости товара «рабочая сила», а капиталист — прибавочную стоимость, которая остаётся у него после вычета всех производственных затрат (на сырьё, оборудование, материалы, наём работников). Присвоение именно прибавочной стоимости Маркс считал формой эксплуатации работников.
Нужно учитывать, что прибавочная стоимость служит основой не только прибыли, но и всех видов налогов, акцизов, пошлин, ренты, банковских процентов. Поэтому, по мнению марксистов, эксплуатируют работников не только собственники предприятий — опосредованно в этом принимают участие торговцы и посредники, государство, собственники земли, банки и их вкладчики.
Степень эксплуатации Карл Маркс определял отношением размера прибавочной стоимости к стоимости рабочей силы или отношением времени, в течение которого рабочий создаёт стоимость для других ко времени работы для себя (создания эквивалента своей зарплаты). Чем эта величина больше, тем выше степень эксплуатации.
Для существования капиталистической эксплуатации необходимы следующие элементы:
- Средства производства находятся в частной собственности;
- Репрессивный аппарат государства защищает право частной собственности.
- Рабочие не могут найти иного эффективного источника дохода, кроме продажи своей рабочей силы. В частности, производительность труда работающих не по найму, обычно ниже той, которая обеспечивается в условиях найма;

Марксизм предлагает путь к полной отмене эксплуатации через революционный захват рабочими средств производства при определённых условиях, а именно, когда в недрах капиталистического способа производства сформируются материальные возможности существования нового общества. Так же, как и когда-то в недрах феодализма зародились материальные основы капитализма, появился новый класс капиталистов, способный реально держать власть и развивать общество. Итогом должен стать переход к социализму или коммунизму.
Анархо-коммунизм приравнивает государственную эксплуатацию к эксплуатации частной. Анархисты считают, что огосударствление предприятий не ведёт к освобождению трудящихся — место класса буржуазии занимает класс чиновников, сохраняется эксплуатация трудящихся, отчуждение от продукта труда, от результатов процесса производства. Анархизм предлагает путь к полной отмене эксплуатации через революционный захват рабочими средств производства в собственность рабочих кооперативов, с последующим объединением в более крупные кооперативы. В таких кооперативах весь цикл производства находится под рабочим контролем, посредством профсоюзов (анархо-синдикализм) или советов (анархо-коммунизм). Между кооперативами может существовать как прямой товарообмен, так и обмен посредством денег (на начальных стадиях революции).
Современные государства снижают степень эксплуатации путём ограничений свободы деятельности монополий (которые из-за отсутствия конкуренции с другими компаниями способны устанавливать монопольные низкие цены на покупку сырья, материалов, рабочей силы и в то же время завышать стоимость своих товаров). Налоговая система также может способствовать перераспределению средств на социальные цели.
Кроме того, в современной экономике антагонистический характер эксплуатации может снижаться за счёт направления собственных средств самими наёмными рабочими для покупки ценных бумаг предприятий. Работники становятся совладельцами средств производства, покупая акции предприятий или паи в инвестиционных фондах.

## Самоэксплуатация
Иногда встречаются утверждения о возможности «самоэксплуатации». В качестве примера приводят частных предпринимателей, фермеров, которые сами работают на себя. При этом самоэксплуатация возникает, если их доход на единицу труда оказывается меньше, чем если бы они работали по найму — то есть если они косвенным образом продают свой труд дешевле его рыночной стоимости.
Согласно другому мнению, эксплуатация заключается в бесплатном присвоении результатов чужого труда, а не своего собственного, то есть эксплуатировать можно только другого человека, а не самого себя.

## Применение детского труда
Во многих странах, в том числе в России, применение труда малолетних (лиц, не достигших 14 лет) запрещено. В России закон позволяет работать самостоятельно с 16 лет, однако можно работать с 15 лет при условии окончания 9 классов средней школы (основное общее образование) и с 14 лет заниматься предпринимательской деятельностью с согласия родителей и органов опеки. В этих случаях несовершеннолетний работник по решению органа опеки и попечительства может быть признан полностью дееспособным.

## Детский труд в США
В США считается недопустимым приобретение товара, при изготовлении которого заведомо для покупателя использовался детский труд, однако на деле многие компании США используют детский труд при производстве своих товаров.

#### Зарегистрированне случаи
- В 2023 году Министерство труда США зафиксировало 5 792 случая незаконного использования детского труда, что на 88% больше по сравнению с 2019 годом. Среди нарушителей — крупные компании, такие как McDonald's, Dunkin', Subway, Tyson, JBS Foods и Cargill. [4]
- В Арканзасе после отмены требования о разрешении на трудоустройство для работников младше 16 лет число нарушений увеличилось на 266% с 2020 по 2023 год. [5]
- В 2023 году компания Packers Sanitation Services заплатила штраф в $1,5 млн за найм более 100 несовершеннолетних для уборки помещений на мясокомбинатах, принадлежащих Tyson, JBS Foods и Cargill. [6]

#### Законодательные инициативы
- В штате Айова вступил в силу закон, увеличивающий количество разрешенных часов работы для подростков от 14 лет и разрешающий им выполнять опасные работы, такие как работа с мясокомбинатами и управление тяжелой техникой. [7]
- В Арканзасе губернатор Сара Хакаби Сандерс подписала закон, отменяющий требование о проверке возраста при трудоустройстве несовершеннолетних и отменяющий необходимость получения специального разрешения на работу. [8]
- В штате Флорида рассматривается законопроект, позволяющий подросткам работать дольше и в ночные смены, а также отменяющий обязательные перерывы на еду. Инициатива поддержана губернатором Роном ДеСантисом. [9]
- В штате Висконсин предложен законопроект, позволяющий детям от 14 лет работать без предъявления документов и разрешения родителей или опекунов. [10]
- В штате Иллинойс планируется принятие закона, добавляющего больше защиты детям до 16 лет, включая обновление процедуры сертификации работы в школе и добавление новых должностей в список работ, которые дети не могут выполнять без присмотра взрослых. [11]

Эти события и инициативы вызывают обеспокоенность правозащитников, которые считают, что ослабление законодательства может привести к увеличению случаев эксплуатации детского труда и ухудшению условий труда несовершеннолетних работников.